# Felsőtelekes
Felsőtelekes község Borsod-Abaúj-Zemplén vármegyében, a Kazincbarcikai járásban. Közigazgatási területén található a rudabányai bányató és őshominida-lelőhely is.

## Földrajza, fekvése
A vármegye északnyugati részén helyezkedik el, a Galyaság tájegység déli peremén, a Telekes-patak nyugat-keleti irányú völgyében, Kazincbarcikától 22 kilométerre, a megyeszékhely Miskolctól 42 kilométerre északra. Területét délről a Rudabányai-hegység vonulatai, nyugatról a Putnoki-dombság nyúlványai határolják. A települést 200-300 méteres magasságú, részben erdőkkel fedett dombvonulatok övezik.
A közvetlenül határos települések: észak felől Szőlősardó, kelet felől Alsótelekes, délkelet felől Szuhogy, dél felől Rudabánya, nyugat felől pedig Kánó.

### Megközelítése
Csak közúton érhető el, Szuhogy vagy Kánó felől a 2607-es, Rudabánya felől pedig a 2609-es úton.

## Története
A település a legkorábbi időktől kezdve lakott, a közelben találták a rudabányai előembert (Rudapithecus hungaricus), de réz-, bronz- és vaskori leletek is előkerültek.
A mai település a 11-12. század fordulóján jöhetett létre, de vasolvasztó kemencék már korábban is álltak itt. Először 1272-ben említik a települést, Telekesként. A 15. században a csorbakői várhoz tartozott. 1454-ben említik először Felsőtelekes néven. A török időkben nem pusztult el, ellenben ritkán lakott területté vált. Lakói a reformáció idején megőrizték római katolikus hitüket.
A második világháború pusztításai megkímélték a települést, ugyanakkor 72 felsőtelekesi életét vesztette a máshol vívott harcokban.
A Rudabánya határában működő vasércbányák évszázadokon keresztül biztosítottak kereseti lehetőséget a felsőtelekesieknek, habár a helyiek emellett mezőgazdasági tevékenységet is folytattak. A rudabányai vasércbánya 1985-ös bezárása után számos felsőtelekesi vándorolt el a településről, napjainkban pedig a helyiek többsége a környező nagyobb településeken (elsősorban Kazincbarcikán) dolgozik.

## Közélete

### Polgármesterei
- 1990–1994: Kalló János Ferenc (független)[7]
- 1994–1998: Kalló János (MSZP)[8]
- 1998–2002: Fecske Sándor (független)[9]
- 2002–2006: Fecske Sándor (független)[10]
- 2006–2010: Mészáros Pál (független)[11]
- 2010–2014: Fecske Sándor (független)[12]
- 2014–2019: Orehóczki István (független)[13]
- 2019–2024: Orehóczki István (független)[14]
- 2024– : Orehóczki István (független)[2]

## Népesség
A település népességének változása:
| Lakosok száma | 718  | 719  | 711  | 634  | 663  | 666  | 640  |
|               | 2013 | 2014 | 2015 | 2021 | 2022 | 2023 | 2024 |

2001-ben a település lakosságának 98%-a magyar, 2%-a cigány nemzetiségűnek vallotta magát.
A 2011-es népszámlálás során a lakosok 82,2%-a magyarnak, 7,8% cigánynak, 0,3% németnek mondta magát (17,6% nem válaszolt; a kettős identitások miatt a végösszeg nagyobb lehet 100%-nál). A vallási megoszlás a következő volt: római katolikus 55,3%, református 11,7%, görögkatolikus 2,1%, felekezeten kívüli 4,9% (24% nem válaszolt).
2022-ben a lakosság 92,6%-a vallotta magát magyarnak, 6,3% cigánynak, 0,2% németnek, 0,2% szlováknak, 0,9% egyéb, nem hazai nemzetiségűnek (7,1% nem nyilatkozott; a kettős identitások miatt a végösszeg nagyobb lehet 100%-nál). Vallásuk szerint 33% volt római katolikus, 9% református, 2% görög katolikus, 3,2% egyéb keresztény, 12,4% felekezeten kívüli (39,5% nem válaszolt).

## Látnivalók
- Előember lelőhely
- Forrásvíz
- Római katolikus templom
- Hősi emlékmű

## Híres emberek
A településen született Telekes Béla (1891-ig Klein, Felsőtelekes, 1873. május 4. – Budapest, 1960. október 28.) költő, műfordító, az Ady előtti költőnemzedék egyik legtehetségesebb tagja. 1985-ben a művelődési ház falán emléktáblát helyeztek el tiszteletére, a helyi általános iskola és egy utca is az ő nevét viseli.